# Hammam, le bain turc
Pour les articles homonymes, voir Hammam (homonymie).
Pour plus de détails, voir Fiche technique et Distribution.
Hammam ou Hammam, le bain turc (en italien : Il bagno turco) est un film italo-turc de Ferzan Özpetek sorti en 1997.

## Synopsis
Francesco (Alessandro Gassman), un architecte italien, à la mort de sa tante Anita, hérite d'un hammam à Istanbul. Tombé sous le charme du lieu et d'un garçon, il ne rentre pas en Italie auprès de sa femme et, au lieu de vendre, il restaure le bâtiment pour le rouvrir.

## Fiche technique
- Titre : Hammam, le bain turc
- Titre original : Il bagno turco
- Réalisation : Ferzan Özpetek
- Scénario : Ferzan Özpetek
- Photo : Pasquale Mari
- Musique : Pivio et Aldo De Scalzi
- Distribution : Strand Releasing
- Pays d'origine : Italie, Turquie, Espagne
- Langue : italien, turc
- Durée : 94 min.
- Date de sortie : 1997

## Distribution
- Alessandro Gassman : Francesco
- Francesca D'Aloja : Marta
- Carlo Cecchi : Oscar
- Halil Ergün (tr) : Amine Khatir
- Şerif Sezer (tr) : Perran
- Mehmet Günsür : Mehmet
- Başak Köklükaya (tr) : Füsun
- Alberto Molinari (it) : Paolo
- Zozo Toledo : Zozo
- Ludovica Modugno[1] : voix de tante Anita
- Zerrin Arbaş
- Necdet Mahfi Ayral
- Murat İlker